# Крістал Авуа
Крістал Авуа (англ. Kristal Awuah, 7 серпня 1999) — британська легкоатлетка, яка спеціалізується в спринті, дворазова бронзова призерка чемпіонату світу 2018 року серед юніорів.

## Основні міжнародні виступи
| Рік                        | Змагання                      | Місто                      | Місце                      | Дисципліна                 | Примітки                   |
| Виступи за Велика Британія | Виступи за Велика Британія    | Виступи за Велика Британія | Виступи за Велика Британія | Виступи за Велика Британія | Виступи за Велика Британія |
| -------------------------- | ----------------------------- | -------------------------- | -------------------------- | -------------------------- | -------------------------- |
| 2018                       | Чемпіонат світу серед юніорів | Тампере                    | 3                          | 100 метрів                 | [ 1 ]                      |
| 2018                       | 3                             | 4х100 метрів               | [ 2 ]                      |                            |                            |